# Дадиомова, Ольга Владимировна
Дадиомова Ольга Владимировна (бел. Дадзіёмава  Вольга Уладзіміраўна) (5 августа 1955, Гомель) – белорусский историк музыки, доктор искусствоведения, профессор, почетный профессор Белорусской государственной академии музыки, почетный профессор Центра исследований белорусской культуры, языка и литературы Национальной академии наук Беларуси. Заслуженный деятель искусств Республики Беларусь (2020).

## Биография
Родилась в 1955 г. в Гомеле в семье белорусского писателя Владимира Дадиомова и преподавательницы, филолога-белорусиста Марии Дадиомовой.
Закончила Среднюю специальную музыкальную школу при Белгосконсерватории (1973), Белгосконсерваторию (1978), аспирантуру Академии Наук Беларуси (1989).
Работала в Институте культуры, с 1993 г. – в Белгосконсерватории (Белорусской государственной академии музыки) доцентом, профессором, в 2005–2017 – заведующим кафедры белорусской музыки.

## Научно-исследовательская, педагогическая и творческая деятельность
Важнейшей заслугой О. Дадиомовой является научная реконструкция основных этапов становления отечественной музыкальной культуры (до XX в.), возвращение в контекст культурного наследия Беларуси огромного музыкально-исторического пласта. Исследовательница обнаружила в отечественных и зарубежных хранилищах и вернула в Беларусь сотни музыкальных памятников и других историко-культурных материалов, которые позволили развернуть крупномасштабные научные, методические и творческие проекты.
Хорошо известны в стране и за её пределами многочисленные публикации О. Дадиомовой: 5 монографий, 10 учебных пособий и хрестоматий, 7 нотных изданий, 4 учебные программы, 5 брошюр, 4 фонохрестоматии и более 300 статей, изданных в Беларуси, России, Литве, Польше, Германии, США.
О. Дадиомова впервые в стране и мире на основе собственных исследований разработала курс “Гісторыя музычнай культуры Беларусі да ХХ стагоддзя”, апробированный в её фундаментальных публикациях, по которым обучаются студенты всех ВУЗов и средних учебных заведений культуры и искусства Республики Беларусь.
Как руководитель ведущей белорусоведческой кафедры БГАМ осуществила большую организационную работу по усилению этой структуры, наполнению её инновационными проектами, распространению знаний о ней и о белорусском музыкальном мире в стране и за рубежом.
Создала собственную научную школу, воспитав 6 кандидатов наук и более 20 магистров и дипломников.
Активно участвует в авторитетных международных научных форумах (в Минске и Санкт-Петербурге, Смоленске и Волгограде, Вильнюсе и Варшаве, Франкфурте-на-Майне, Лондоне и др.), в разнообразных, в том числе международных творческих проектах.
О. Дадиомова является автором и ведущей более 50 телепрограмм, сотен радиопередач. Ею разработаны концепции и проведены более 1000 исторических концертов в старинных центрах Беларуси в рамках 170 просветительских фестивалей в стране и за рубежом.
Музыкальные памятники, возвращенные О. Дадиомовой в Беларусь из зарубежных хранилищ, исследованные и текстологически откомментированные ею, вошли в репертуар ведущих творческих коллективов страны.
О. Дадиомова продолжительное время была членом и председателем Совета БГАМ по защите диссертаций, членом Президиума УМО по образованию в сфере культуры и искусства, членом экспертной комиссии РИВШ и других структур, редакционных коллегий журналов «Весці БДАМ», «Мастацтва», «ЛІМ», активно сотрудничает с НАН Беларуси, Белорусской энциклопедией и другими изданиями, а также с международной организацией ЮНЕСКО.

## Награды
- Лауреат Специальной премии Президента Республики Беларусь в области критики и искусствоведения (2001)
- Медаль Франциска Скорины (2013)
- Победитель Республиканского конкурса «Человек года» в сфере культуры за 2017 год
- Почетная Грамота Высшей Аттестационной Комиссии Республики Беларусь (2018)
- Заслуженный деятель искусств Республики Беларусь (2020)

## Избранные публикации

### Монографии
- Дадиомова, О. В. Музыкальная культура городов Белоруссии в XVIII веке / О. В. Дадиомова. — Минск : Наука и техника, 1992. — 205 с.
- Дадзіёмава, В. У. Музычная культура Беларусі ХVІІІ стагоддзя : гіст.-тэарэт. даслед. / В. У. Дадзіёмава. — 2-е выд., перапрац. — Мінск : Беларус. дзярж. акад. музыкі, 2004. — 384 с.
- Дадзіёмава, В. У. Гісторыя музычнай культуры Беларусі да ХХ стагоддзя / В. У. Дадзіёмава. — Мінск : Беларус. дзярж. акад. музыкі, 2012. — 230 с.
- Дадиомова, О. В. Музыкальная культура Беларуси Х — XIX вв. / О. В. Дадиомова. — Минск : Ковчег, 2015. — 246 c.
- Дадиомова, О. В. Музыкальная культура Беларуси : историческая судьба и творческие связи / О. В. Дадиомова; [на рус. и англ. яз.]; отв. ред. Н. А. Копытько. — 3-е изд., доп. — Минск : ИВЦ Минфина, 2020. — 176 с., ил.

### Учебные пособия, хрестоматии
- Дадзіёмава, В. У. Гісторыя музычнай культуры Беларусі: ад старажытнасці да канца XVIII ст. / В. У. Дадзіёмава. — Мінск : Беларус. гуманітар. культурна-адукац. цэнтр, 1994. — 95 с.
- Дадзіёмава, В. У. Нарысы гісторыі музычнай культуры Беларусі / В. У. Дадзіёмава. — Мінск : Беларус. дзярж. акад. музыкі, 2001. — 254 с.
- Музыка Беларусі эпох Сярэдневякоўя і Рэнесанса [Ноты] : хрэстаматыя : вучэб. дапам. / М-ва культуры Рэсп. Беларусь, Беларус. дзярж. акад. музыкі, Прабл. навук.-даслед. лаб. музыкі; склад. В. У. Дадзіёмава. — Мінск : Беларус. дзярж. акад. музыкі, 2005. — Т. 1. — 85 с.
- Музыка Беларусі эпохі Барока [Ноты] : хрэстаматыя : вучэб. дапам. / М-ва культуры Рэсп. Беларусь, Беларус. дзярж. акад. музыкі, Прабл. навук.-даслед. лаб. музыкі; склад. В. У. Дадзіёмава. — Мінск : Беларус. дзярж. акад. музыкі, 2005. — Т. 2. — 78 с.
- Музыка Беларусі эпохі Класіцызма [Ноты] : хрэстаматыя : вучэб. дапам. / М-ва культуры Рэсп. Беларусь, Беларус. дзярж. акад. музыкі, Прабл. навук.-даслед. лаб. музыкі; склад. В. У. Дадзiёмава. — Мінск : БДАМ, 2006. — 92 с. — (Музыка Беларусi; т. III-А).
- Музыка Беларусі эпохі Класіцызма [Ноты] : хрэстаматыя : вучэб. дапам. / М-ва культуры Рэсп. Беларусь, Беларус. дзярж. акад. музыкі, Прабл. навук.-даслед. лаб. музыкі; [склад. В. У. Дадзiёмава]. — Мінск : БДАМ, 2006. — 99 с. — (Музыка Беларусi; т. III-Б).
- Музыка Беларусі эпохі Рамантызма [Ноты] : хрэстаматыя : [для фартэпіяна і голасу ў суправадж. фартэпіяна / склад. В. У. Дадзіёмава]. — Мінск : БДАМ, 2007. — 100 с. — (Музыка Беларусі; т. 4-А).
- Музыка Беларусі эпохі Рамантызма [Ноты] : хрэстаматыя : [для фартэпіяна і голасу ў суправадж. фартэпіяна / склад. В. У. Дадзіёмава]. — Мінск : БДАМ, 2007. — 96 с. — (Музыка Беларусі; т. 4-Б).
- Музыка Беларусі эпохі Рамантызму [Ноты] : хрэстаматыя : [вучэб. выд. / склад. В. У. Дадзіёмава]. — Мінск : БДАМ, 2008. — 131 с. — (Музыка Беларусi; т. IV-В).
- Музыка Беларусі эпохі Рамантызму [Ноты] : хрэстаматыя : [вучэб. выд. / склад. В. У. Дадзіёмава]. — Мінск : БДАМ, 2008. — 81 с. — (Музыка Беларусi; т. IV-Г).

### Брошюры
- Дадзіёмава, В. У. Восіп Казлоўскі : кароткі нарыс жыцця і творчасці / В. У. Дадзіёмава. — Мінск : Беларус. капэла, 1995. — 22 с.
- Дадзіёмава, В. У. Ян Давід Голанд / В. У. Дадзіёмава. — Мінск : Беларус. капэла, 1997. — 24 с.
- Дадзіёмава, В. У. У сядзібе Рагнеды / В. У. Дадзіёмава. — Заслаўе : Чырв. зорка, 2010. — 75 с.
- Дадзіёмава, В. У. У гонар Любані: пяць музычных крокаў па Міншчыне / В. У. Дадзіёмава. — Мінск : Чырв. зорка, 2013. — 46 с.
- Дадзіёмава, В. У. Музычныя промні Любані ў залатым коле Міншчыны / В. У. Дадзіёмава. — Мінск : Чырв. зорка, 2014. — 49 с.

### Репертуарные сборники, нотные издания
- Інструментальная музыка Беларусі ХVІІІ стагоддзя : [Ноты] : рэпертуар для салістаў-інструменталістаў, камерных аркестраў і анс. / склад. В. У. Дадзіёмава. — Мінск, 1991. — Мінск : Рэсп. метад. каб. па навуч. установах мастацтваў і культуры, 1991. — 114 с.
- Помнiкi музычнай культуры Беларуci [Ноты] / уклад., аўт. уступ. арт. В. У. Дадзiёмава. — Мінск : БелІПК, 1995. — Вып. 2 : Музыка Беларусi XVI—XVII стст. — 75 с.
- Голанд, Я. Д. Агатка, або Прыезд пана [Ноты] : клавір / гал. рэд. В. Скорабагатаў; навук. рэд. В. Дадзіёмава; пералаж. Г. Каржанеўскай. — Мінск : Паліфакт, 1998. — Вып. 4. — 223 с. — (Серыя нотных выданняў «Музыка старажытных сядзібаў»).
- Фартэпіянная музыка Беларусі ХVІІІ стагоддзя [Ноты] : рэперт. зб. / уклад. В. Дадзіёмава, У. Дулаў. — Мінск : Беларус. дзярж. акад. музыкі, 2000. — 61 с.
- Музыка сям’і Агінскіх : (вакал. тв.) [Ноты] / уклад.: Г. Каржанеўская, В. Скорабагатаў; гал. рэд. В. Скорабагатаў; навук. рэд. В. Дадзіёмава. — Мінск : Паліфакт, 2001. — Вып. 6. — 67 с. — (Серыя нотных выданняў «Музыка старажытных сядзібаў»).
- Музыка сям’і Агінскіх (інструмент. тв.) [Ноты] / уклад.: І. Алоўнікаў, С. Немагай, В. Скорабагатаў; гал. рэд. В. Скорабагатаў; навук. рэд. В. Дадзіёмава. — Мінск : Паліфакт, 2001. — Вып. 7. — 113 с. — (Серыя нотных выданняў «Музыка старажытных сядзібаў»).
- Фартэпіянная музыка Беларусі ХІХ стагоддзя [Ноты] : рэперт. зб. / уклад.: В. Дадзіёмава, У. Дулаў. — Мінск : Беларус. дзярж. акад. музыкі, 2001. — 112 с.

### Некоторые статьи
- Дадзіёмава, В. У. …І гучны голас труб: музыка ў вайсковых фарміраваннях Беларусі ХVІІІ стагоддзя / В. У. Дадзіёмава // Мастацтва Беларусі. — 1988. — № 1. — С. 45-48.
- Дадзіёмава, В. Янычарскія капэлы / В. Дадзіёмава // Помнікі гісторыі і культуры Беларусі. — 1988. — № 2. — С. 23-24.
- Dadiomova, O. Pod otwartym niebem: muzyka w widowiskach parateatralnych na Białorusi w XVIII wieku / O. Dadiomova // Profile. — 1988. — № 9. — S. 22-24.
- Dadiomova O. Materiały do historii burs muzycznych na terenie współczesnej Białorusi w XVIII i na początku XIX w. / O. Dadiomova // Muzyka. — 1990. — № 1. — S. 83-94.
- Дадиомова, О. Музыка в паратеатральных действах Белоруссии в XVIII веке / О. Дадиомова // Nuo gotikos iki romantizmo: Senoji Lietuvos daile : straipsniu rinkinys / sudare I. Vaisvilaite. — Vilnius, 1992. — P. 228—244.
- Дадзіёмава, В. У. Рэлiквiя з Бiблiятэкi Нарадовай / В. У. Дадзіёмава // Мастацтва. — 1993. — № 6. — С. 11-12.
- Дадзіёмава, В. Опера «Агатка» i яе месца ў еўрапейскай музычнай прасторы / В. Дадзіёмава // Мастацтва. — 1995. — № 9. — С. 38-40.
- Dadiomova, O. O przetwarzaniu elementów ludowych w kulturze muzycznej Nieświeża w drugiej połowie XVIII w. / O. Dadiomova // Miasto i kultura ludowa w dziejach Białorusi, Litwy, Polski i Ukrainy / Międzynar. Centrum Kultury w Krakowie. — Kraków, 1996. — S. 283—294.
- Дадзіёмава, В. У. На музычных скрыжаваннях: Беларусь — Германія / В. У. Дадзіёмава // Беларусь. — 1998. — № 6. — С. 36-38.
- Дадзіёмава, В. У. Нясвіж як цэнтр музычнай культуры Беларусі / В. У. Дадзіёмава // Нясвіж = Nieświez: гісторыя, культура, мастацтва : materiały konf. nauk. w Nieświeżu (1994, 1997) / red. I. Kotańska. — Warszawa ; Mińsk, 1998. — С. 83-88.
- Дадиомова, О. В. Жизнь и творчество Осипа Козловского в свете новых данных / О. В. Дадиомова // Дмитрий Бортнянский, музыкальная культура его эпохи, современники : материалы междунар. науч. конф., Санкт-Петербург, 14-15 июня 2001 г. / ред.-сост. А. П. Грибанова. — СПб., 2001. — С. 28-30.
- Дадиомова, О. В. О музыкальном театре Беларуси XVIII столетия / О. В. Дадиомова // Отражения музыкального театра : сб. ст. и материалов к юбилею Л. Г. Данько : [в 2 кн.] / С.-Петерб. консерватория им. Н. А. Римского-Корсакова; [ред.-сост.: Э. С. Барутчева, Т. А. Зайцева]. — СПб., 2001. — Кн. 1. — С. 198—206.
- Dadiomova, O. Aladaw [Aladov], Mikalay [Nikolay] Il’ich / O. Dadiomova // The New Grove Dictionary of Music and Musicians: in 29 vol. / ed. S. Sadie. — 2nd ed. — New York, 2001. — Vol. 1. — P. 266—267.
- Dadiomova, O. Turankow, Alyaksey Yawlampavich / O. Dadiomova // The New Grove Dictionary of Music and Musicians: in 29 vol. / ed. S. Sadie. — 2nd ed. — New York, 2001. — Vol. 25. — P. 896.
- Dadiomova, O. Mykolas Kazimieras Oginskis ir jo muzikinis palikimas / O. Dadiomova // Žemaičių žemė. — 2005. — № 4 (49). — S. 23-24.
- Дадиомова, О. В. Жизнь и творчество Михаила Ивановича Глинки. Взгляд из Беларуси / О. В. Дадиомова // М. И. Глинка : к 200-летию со дня рожд. : материалы междунар. науч. конф. : в 2 т. / Моск. гос. консерватория им. П. И. Чайковского, С.-Петерб. гос. консерватория им. Н. А. Римского-Корсакова; отв. ред.: Н. И. Дегтярева, Е. Г. Сорокина. — М., 2006. — Т. 2. — С. 92-99.
- Дадзіёмава, В. У. Музычная культура Беларусі ХІХ стагоддзя: у пошуках уласнага шляху / В. У. Дадзіёмава // Пытанні мастацтвазнаўства, этналогіі і фалькларыстыкі / Нац. акад. навук Беларусі, Ін-т мастацтвазнаўства, этнаграфіі і фальклору імя К. Крапівы; [навук. рэд. А. І. Лакотка]. — Мінск, 2007. — Вып. 2. — С. 189—194.
- Дадзіёмава, В. У. Феномен прыналежнасці: праблемы атрыбуцыі музычных помнікаў / В. У. Дадзіёмава // Мастацтва. — 2009. — № 8. — С. 6-7.
- Дадзіёмава, В. У. Мікалай Дылецкі і яго «Мусікійская граматыка»: погляд з Беларусі / В. У. Дадзіёмава // Пытанні мастацтвазнаўства, этналогіі і фалькларыстыкі / Ін-т мастацтвазнаўства, этнаграфіі і фальклору імя К. Крапівы НАН Беларусі; навук. рэд. А. І. Лакотка. — Мінск, 2010. — Вып. 8. — С. 156—161.
- Dadiomova, О. Conceptual Problem of Source Study in the History of Belorussian Musical Culture of the 18th Century / О. Dadiomova // RISM : wissenschaftliche und technische Herausforderung musikhistorischer Quelleforschung im internationalen Rahmen = Academic and technical challenges of musicological source research in an international framework / hrsg.: von M. Fallett [u. a.]. — Zürich ; New York, 2010. — P. 75-80.
- Dadiomova, О. Mykolas Kazimieras Oginskis ir jo muzikinis palikimas / О. Dadiomova // Kunigaikščiai Oginskiai Lietuvos istorijoje: kultūrinės veiklos pėdsakais / Liet. Edukol. Univ. Leidykla. — Vilnus, 2010. — S. 373—379.
- Дадиомова, О. В. Век ХХ — веку ХХІ / В. У. Дадиомова // Муз. акад. (Москва). — 2011. — № 2. — С. 117—118.
- Дадзіёмава, В. У. Першае выданне старадаўняга помніка : аб выданні клавіра оперы Я. Д. Голанда «Чужое багацце нікому не служыць» / В. У. Дадзіёмава, С. М. Немагай // Вес. Беларус. дзярж. акад. музыкі. — 2014. — № 23. — С. 4-9.
- Дадиомова, О. В. Музыкально-историческое наследие Беларуси как общее достояние нескольких народов / О. В. Дадиомова // Учитель музыки (Москва). — 2014. — № 4. — С. 45-49.
- Дадиомова, О. В. П. Чайковский и музыкальный мир Беларуси / О. В. Дадиомова // Учитель музыки (Москва). — 2014. — № 2. — С. 29-35.
- Дадзіёмава, В. У. Кафедра беларускай музыкі і яе роля ў адукацыйным, выхаваўчым, навуковым і асветніцкім працэсе / В. У. Дадзіёмава // Вес. Беларус. дзярж. акад. музыкі. — 2017. — № 31. — С. 25-28.
- Дадиомова, О. В. Памяти Таисии Алексеевны Щербаковой / О. В. Дадиомова // Вес. Беларус. дзярж. акад. музыкі. — 2018. — № 32. — С. 179—181.
- Дадзіёмава, В. У. У гонар Ф. Скарыны : пяць стагоддзяў беларускай музыкі / В. У. Дадзіёмава // Вес. Беларус. дзярж. акад. музыкі. — 2018. — № 33. — С. 39-46.
- Дадзіёмава, В. У. Станіслаў Манюшка як сімвал культур розных народаў : беларускі аспект / В. У. Дадзіёмава // Вес. Беларус. дзярж. акад. музыкі. — 2019. — № 35. — С. 4-7.
- Дадзіёмава, В. У. Да юбілею Статута ВКЛ 1588 г. : сацыяльна-палітычныя фактары ў гісторыі айчыннага музычнага мастацтва / В. У. Дадзіёмава // Традыцыі і сучасны стан культуры і мастацтваў : зб. навук. арт. Вып. 1 / гал. рэд. А. І. Лакотка; Цэнтр даслед. беларус. культуры, мовы і літ. НАН Беларусі. — Мінск : Права и эканомика, 2020. — С. 252—256.
- Дадзіёмава, В. У. Жыровіцкая святыня і Барбара Радзівіл: пяць стагоддзяў на зямлі беларускай / В. У. Дадзіёмава // Вес. Беларус. дзярж. акад. музыкі. — 2020. — № 37. — С. 151—152.
- Дадзіёмава, В. У. Аб значэнні беларусазнаўчых даследаванняў для вывучэння культур розных народаў (на прыкладзе спадчыны Станіслава Манюшкі) / В. У. Дадзіёмава // Мастацкая прастора Еўропы XIX — пачатку ХХІ ст. і Станіслаў Манюшка: гісторыя, сучасны стан : матэрыялы Міжнар. навук.-практ. форуму, Мінск, Смілавічы, 30-31 мая 2019 г. / Цэнтр даследаванняў беларускай культуры, мовы і літаратуры НАН Беларусі; рэдкал.: А. І. Лакотка [і інш.]; рэд.-уклад.: Н. А. Капыцько. — Мінск : Беларуская навука, 2021. — С. 20-25.
- Дадиомова, О. В.  Памяти И. Д. Назиной / О. В. Дадиомова // Вес. Беларус. дзярж. акад. музыкі. — 2021. — № 39. — С. 122—123.
- Дадиомова, О. В. Эпохально-стилевые закономерности и критерии периодизации истории музыкального искусства Беларуси / О. В. Дадиомова // Музыкальная культура Беларуси: национальный «голос» в художественной партитуре мира / сост. Е. В. Лисова, Э. А. Олейникова; Научные труды Белорусской государственной академии музыки. Вып. 55. – Минск: Белорусская государственная академия музыки, 2022. – С. 6–10.
- Дадиомова, О. В. Музыкально-исторический путь Беларуси: междисциплинарные научные проекции и личный опыт осмысления / О. В. Дадиомова // Белорусская и мировая музыкальная культура: опыт научного осмысления на современном этапе / сост. Т. Л. Беркович, Е. В. Лисова; Научные труды Белорусской государственной академии музыки. Вып. 59. – Минск: Белорусская государственная академия музыки, 2023. – С. 3–10.
- Дадиомова, О. В. О единстве мироздания: музыкальная культура Беларуси в свете... квантовой теории / О. В. Дадиомова // Методологические и терминологические вопросы искусствознания / Ред.-сост. Г.У. Лукина. - М.: Государственный институт искусствознания, 2024. - С.40-46.
- Дадиомова, О. В.  Когда исполнение рождает мысль / О. В. Дадиомова // Вес. Беларус. дзярж. акад. музыкі. — 2024. — № 45. — С. 120—121.

### Книга стихов и прозы
- Дадиомова, О. Жизнь за чертой боли = Жыццё па-за мяжой болю / О. В. Дадиомова; [на рус. и бел. яз.]; отв. ред. Н. А. Копытько. — Минск : Ковчег, 2021. — 145 с.